# Cabañuelas
Las cabañuelas son un conjunto de métodos tradicionales de predicción meteorológica a largo plazo sin base científica utilizado en el centro y sur de España y en América. 
Este método consiste en observar los primeros doce días del año y según el clima de cada día será el clima del mes correspondiente, siendo el primero de enero indicador del clima de enero o el 6 de enero indicador del clima de junio. 
En el norte de España se utiliza un sistema similar llamado témporas, mientras que en Extremadura se denomina canícula, derivada del latín canis ("perro"), aludiendo a la constelación Canis Maior, cuya estrella Sirius coincidía en su orto helíaco con la época más calurosa del año.

## Origen del término
Según parece, la palabra cabañuelas proviene de la festividad judía de los Tabernáculos. En un documento de Toledo del año 1020, se menciona que los judíos colgaban cien cabañuelas en su barrio en memoria de los años que pasó el pueblo judío vagando por el desierto del Sinaí. Como en esta festividad judía se realizan ritos referentes a la predicción meteorológica, el término adoptó ese significado en español.[cita requerida]
Por otro lado, la palabra témporas tiene la misma raíz latina que tiempo. También es un término de predicciones a largo plazo, pero se realiza por estaciones del año.[cita requerida]
Habrá que diferenciar entre pronóstico y predicción: mientras la predicción se emplea en fenómenos con certeza de ocurrencia, como en el caso de los eclipses, donde la regularidad del movimiento de los cuerpos celestes lo permite, el pronóstico es una estimación de un fenómeno en situaciones de incertidumbre, como en el caso del clima o en el de los sismos y las erupciones volcánicas. Incluso, en el clima, hay diferencia en la confiabilidad del pronóstico según sea a corto, mediano o largo plazo (horas, días o meses).[cita requerida]

## Ámbito geográfico
No en todos los puntos de la Tierra se utilizan los mismos días para realizar el pronóstico (por ejemplo, en América del Sur y en México el vaticinio se hace en el mes de enero, los hindúes lo hacen a mitad de invierno, etc.). Tampoco se ha hecho de la misma manera con el transcurrir de los tiempos, y cada cultura tiene su método. Así mismo, el ámbito de aplicación de un determinado método es pequeño, no se extiende más allá de unos 80 kilómetros, métodos y predicciones diferentes según las regiones.
Para predecir el fenómeno atmosférico, el experto se basa en indicadores como las formas de las nubes, la dirección del viento, las características del Sol, la Luna, las estrellas, la niebla, el rocío de la mañana, el arco iris o el granizo, por mencionar algunos. El comportamiento de los animales también es utilizado como pronóstico de lluvia; así tenemos la aparición de hormigas aladas, el orejeo de las mulas, que los palomos se bañen, el gato lavándose la cara, el gallo que cante de día (posible cambio de tiempo), o gatos que corren y saltan (señal de viento). Aunque pareciera inviable, las personas también tenían que ver con el pronóstico: si alguien tuviera picor o le doliera una antigua cicatriz, indicaría un posible cambio de tiempo. Signos de lluvia podrían ser los crujidos y sonidos de muebles, el hollín que cae de la chimenea, olor de los desagües, siembra "retorcida", humedad en las baldosas de las habitaciones, el sarmiento que "llora" estando seco, etc.
En España, el experto en cabañuelas, que suele ser por costumbre una "persona del campo" (labriego o pastor), en principio solo recurre a la observación de los primeros 24 días de agosto de cada año durante su transcurso para pronosticar qué tiempo será el que se disfrutará en los próximos doce meses, siendo los primeros doce días pronósticos de los meses en orden numérico ascendente (1=agosto; 2=septiembre, etc.) y los segundos doce días pronostica los meses en orden numérico descendente (13=julio; 14=junio; etc.), siendo conocidos estos últimos días como las retornadas, de la siguiente manera:
| Cabañuelas de ida | Cabañuelas de ida  | Cabañuelas de retorno | Cabañuelas de retorno |
| ----------------- | ------------------ | --------------------- | --------------------- |
| Día de agosto     | Mes que representa | Día de agosto         | Mes que representa    |
| 1                 | Agosto             | 13                    | Julio                 |
| 2                 | Septiembre         | 14                    | Junio                 |
| 3                 | Octubre            | 15                    | Mayo                  |
| 4                 | Noviembre          | 16                    | Abril                 |
| 5                 | Diciembre          | 17                    | Marzo                 |
| 6                 | Enero              | 18                    | Febrero               |
| 7                 | Febrero            | 19                    | Enero                 |
| 8                 | Marzo              | 20                    | Diciembre             |
| 9                 | Abril              | 21                    | Noviembre             |
| 10                | Mayo               | 22                    | Octubre               |
| 11                | Junio              | 23                    | Septiembre            |
| 12                | Julio              | 24                    | Agosto                |

### América Central, México y Colombia
Del día 1 al 12 de enero de cada año se cuentan los meses en orden ascendente, es decir, empezando por enero, y del día 13 al día 24 de enero de cada año se cuentan los meses en orden descendente, es decir, empezando por diciembre. 
En Costa Rica se le llama pintas a esta actividad folklórica, pero usualmente tomando sólo los primeros doce días del mes de enero, mientras que cabañuelas es como se le llama a lluvias fuera de lugar en medio de la estación seca en febrero.
| Cabañuelas de ida | Cabañuelas de ida  | Cabañuelas de vuelta | Cabañuelas de vuelta |
| ----------------- | ------------------ | -------------------- | -------------------- |
| Día de enero      | Mes que representa | Día de enero         | Mes que representa   |
| 1                 | Enero              | 13                   | Diciembre            |
| 2                 | Febrero            | 14                   | Noviembre            |
| 3                 | Marzo              | 15                   | Octubre              |
| 4                 | Abril              | 16                   | Septiembre           |
| 5                 | Mayo               | 17                   | Agosto               |
| 6                 | Junio              | 18                   | Julio                |
| 7                 | Julio              | 19                   | Junio                |
| 8                 | Agosto             | 20                   | Mayo                 |
| 9                 | Septiembre         | 21                   | Abril                |
| 10                | Octubre            | 22                   | Marzo                |
| 11                | Noviembre          | 23                   | Febrero              |
| 12                | Diciembre          | 24                   | Enero                |

Luego, del día 25 al día 30 de enero de cada año se toman 2 meses, cada día en orden ascendente; por lo tanto, cada mes tiene una duración de 12 horas dentro del día.
| Día de enero  | Hora | Meses que representa | Hora | Meses que representa |
| 25            | 0:00 a 11:59 | Enero | 12:00 a 23:59 | Febrero |
| 26            | 0:00 a 11:59 | Marzo | 12:00 a 23:59 | Abril |
| 27            | 0:00 a 11:59 | Mayo | 12:00 a 23:59 | Junio |
| 28            | 0:00 a 11:59 | Julio | 12:00 a 23:59 | Agosto |
| 29            | 0:00 a 11:59 | Septiembre | 12:00 a 23:59 | Octubre |
| 30            | 0:00 a 11:59 | Noviembre | 12:00 a 23:59 | Diciembre |
| 31            | El día 31 se toman tramos de dos horas, correspondientes a cada mes en orden descendente. \| Hora \| Mes \| Hora \| Mes \| \| 0:00 a 1:59 \| Diciembre \| 12:00 a 13:59 \| Junio \| \| 2:00 a 3:59 \| Noviembre \| 14:00 a 15:59 \| Mayo \| \| 4:00 a 5:59 \| Octubre \| 16:00 a 17:59 \| Abril \| \| 6:00 a 7:59 \| Septiembre \| 18:00 a 19:59 \| Marzo \| \| 8:00 a 9:59 \| Agosto \| 20:00 a 21:59 \| Febrero \| \| 10:00 a 11:59 \| Julio \| 22:00 a 23:59 \| Enero \| | El día 31 se toman tramos de dos horas, correspondientes a cada mes en orden descendente. \| Hora \| Mes \| Hora \| Mes \| \| 0:00 a 1:59 \| Diciembre \| 12:00 a 13:59 \| Junio \| \| 2:00 a 3:59 \| Noviembre \| 14:00 a 15:59 \| Mayo \| \| 4:00 a 5:59 \| Octubre \| 16:00 a 17:59 \| Abril \| \| 6:00 a 7:59 \| Septiembre \| 18:00 a 19:59 \| Marzo \| \| 8:00 a 9:59 \| Agosto \| 20:00 a 21:59 \| Febrero \| \| 10:00 a 11:59 \| Julio \| 22:00 a 23:59 \| Enero \| | El día 31 se toman tramos de dos horas, correspondientes a cada mes en orden descendente. \| Hora \| Mes \| Hora \| Mes \| \| 0:00 a 1:59 \| Diciembre \| 12:00 a 13:59 \| Junio \| \| 2:00 a 3:59 \| Noviembre \| 14:00 a 15:59 \| Mayo \| \| 4:00 a 5:59 \| Octubre \| 16:00 a 17:59 \| Abril \| \| 6:00 a 7:59 \| Septiembre \| 18:00 a 19:59 \| Marzo \| \| 8:00 a 9:59 \| Agosto \| 20:00 a 21:59 \| Febrero \| \| 10:00 a 11:59 \| Julio \| 22:00 a 23:59 \| Enero \| | El día 31 se toman tramos de dos horas, correspondientes a cada mes en orden descendente. \| Hora \| Mes \| Hora \| Mes \| \| 0:00 a 1:59 \| Diciembre \| 12:00 a 13:59 \| Junio \| \| 2:00 a 3:59 \| Noviembre \| 14:00 a 15:59 \| Mayo \| \| 4:00 a 5:59 \| Octubre \| 16:00 a 17:59 \| Abril \| \| 6:00 a 7:59 \| Septiembre \| 18:00 a 19:59 \| Marzo \| \| 8:00 a 9:59 \| Agosto \| 20:00 a 21:59 \| Febrero \| \| 10:00 a 11:59 \| Julio \| 22:00 a 23:59 \| Enero \| |
| Hora          | Mes | Hora | Mes | |
| 0:00 a 1:59   | Diciembre | 12:00 a 13:59 | Junio | |
| 2:00 a 3:59   | Noviembre | 14:00 a 15:59 | Mayo | |
| 4:00 a 5:59   | Octubre | 16:00 a 17:59 | Abril | |
| 6:00 a 7:59   | Septiembre | 18:00 a 19:59 | Marzo | |
| 8:00 a 9:59   | Agosto | 20:00 a 21:59 | Febrero | |
| 10:00 a 11:59 | Julio | 22:00 a 23:59 | Enero | |

Pero lo extraño de estas predicciones regionales y culturales es el cambio de clima tan repentino que de un día para otro cambia en este mes elegido para las predicciones

## Críticas
Desde el punto de vista científico, las cabañuelas carecen por completo de sentido a la hora de obtener predicciones sobre el tiempo meteorológico, por los siguientes motivos:
- No se puede realizar una predicción correcta observando solamente el tiempo de un lugar concreto, ya que el tiempo no evoluciona de forma independiente en unos sitios de otros, sino que, por ejemplo, una borrasca formada a miles de kilómetros puede llegar hasta el lugar analizado y cambiar un día soleado por una tormenta de granizo en muy poco tiempo. Puesto que la atmósfera es un sistema caótico, cambios pequeños en lugares remotos pueden acabar teniendo efectos muy grandes en la meteorología local.
- Los días prefijados para las mediciones son totalmente arbitrarios. La creencia frecuente[cita requerida] de que la Luna (y, por tanto, el calendario litúrgico) está relacionada con la meteorología no tiene base alguna, ya que la influencia de la luna sobre la atmósfera es insignificante. Por mucho que la Luna afecte a las mareas marinas, las mareas atmosféricas son mínimas. Tampoco se corresponde con la realidad, ya que los datos reales no muestran relación alguna entre los ciclos lunares y el tiempo, a diferencia de otros ciclos, como las estaciones del año.

La persistencia de la creencia en la efectividad de las cabañuelas se debería, por tanto:
- A la tradición y otros motivos culturales, como la necesidad que han tenido todas las culturas de predecir el tiempo, que ha llevado a tradiciones como el Día de la marmota y almanaques como el Calendario Zaragozano.
- A la falta de precisión en las predicciones, que incluyen términos tan difusos como "calor sano". Así, las predicciones obtenidas de las cabañuelas permiten margen de error tan amplio que, independientemente del tiempo que finalmente haga, es difícil que pueda considerarse que "han fallado".
- A que las predicciones son generalmente a un plazo lo bastante largo como para que el público en general las haya olvidado para cuando realmente ha pasado el periodo de la predicción.

Así, los centros meteorológicos oficiales no utilizan ni las cabañuelas ni las témporas como apoyo a sus predicciones.